# Kurt Heinrich Hansen
Kurt Heinrich Hansen (* 10. Oktober 1913 in Kiel; † 14. August 1987 in Hamburg) war ein deutscher Orientalist, Verlagslektor, Schriftsteller und Übersetzer.

## Leben und Werk
Hansen wurde 1943 mit einer Arbeit über „Der Aretban des Shahname“ an der Universität Berlin promoviert. Die Dissertation veröffentlichte er 1955 unter dem Titel Das iranische Königsbuch. Von 1956 bis 1958 arbeitete Hansen als Cheflektor und Verlagsleiter des Piper Verlages. Er lebte in Hamburg und veröffentlichte als Autor Essays, Erzählungen und Hörspiele. In den 1960er-Jahren war er an Sendereihen zu Ulysses und Finnegans Wake von James Joyce beteiligt. Er übersetzte aus dem Arabischen, Englischen, Persischen und Französischen und war 1954 Gründungsmitglied des Verbands deutschsprachiger Übersetzer. Zu den von ihm übersetzen Autoren gehören W. H. Auden, William Faulkner, Athol Fugard, James Joyce, Jerzy Kosinski, Wallace Stevens, Jonathan Swift, John Updike, Kurt Vonnegut, Tennessee Williams, Richard Wright und Patrick White.
In Zusammenarbeit mit dem WDR konzipierte Hansen einen literarischen Fotofilm, für den er 1969 durch die Vereinigten Staaten reiste. Unter dem Titel Adler zwischen 50 Sternen – Beobachtungen in Amerika wurde der Zweiteiler im August 1970 ausgestrahlt.
Im Jahr 1953 wurde Hansen mit dem Kleinen Lessing-Preis der Stadt Hamburg ausgezeichnet.

## Schriften und Herausgeberschaften
- (Hrsg.): Verse und Sprüche der Araber, mit Tahir Khemiri. Honeit, Hamburg 1948.
- Das iranische Königsbuch. Aufbau und Gestalt des Schahname von Firdosi. Verl. der Akad. der Wiss. und der Literatur; Steiner in Komm, Mainz, Wiesbaden 1954.
- mit Hanns Lilje und Siegfried Schmidt-Joos (Hrsg.): Das Buch der Spirituals und Gospel Songs. Furche-Verl., Hamburg 1961.
- (Hrsg.): Go down, Moses. 100 Spirituals und Gospel Songs ; Originaltext und deutsche Fassung. 1. Auflage. Furche-Verl., Hamburg 1963.
- Adler zwischen 50 Sternen. Beobachtungen in Amerika. Schwann, Düsseldorf 1971.

## Übersetzungen
- Archibald MacLeish: Gross und tragisch ist unsere Geschichte. [Gedichte]. Schwann, Düsseldorf 1950.
- Frederick Buechner: Am Rande des Tages. Roman. 1. Auflage. S. Fischer, Frankfurt a. M. 1952.
- Jonathan Swift: Reisen in verschiedene ferne Länder der Welt. Von Lemuel Gulliver – erst Schiffsarzt dann Kapitän mehrerer Schiffe. Dt. Hausbücherei, Hamburg, Berlin 1952.
- Tennessee Williams: Mrs. Stone und ihr römischer Frühling. 1. Auflage. S. Fischer, Frankfurt a. M. 1953.
- William Faulkner: Eine Legende. Scherz & Goverts, Stuttgart 1955.
- Helen Holdredge: Die Dame "Mammy Pleasant". Voodoo-Königin in San Francisco. Claassen, Hamburg 1955.
- Kurt Heinrich Hansen: Gedichte aus der neuen Welt. Amerikanische Lyrik seit 1910. Piper, München 1956.
- Wystan H. Auden: Das Zeitalter der Angst. Ein dramat. Gedicht. Piper, München 1958.
- John Hearne: Gesichter der Liebe. Roman. Piper, München 1959.
- Wallace Stevens: Der Planet auf dem Tisch. Claassen, Hamburg 1961.
- Margaret Benaya: Der brennende Wind. Roman. Fischer Bücherei, Frankfurt a. M., Hamburg 1964.
- Truman Capote: Kaltblütig. Wahrheitsgemässer Bericht über e. mehrfachen Mord u. seine Folgen. 1. Auflage. Limes Verl., Wiesbaden 1966.
- James Joyce: Briefe an Nora. Suhrkamp, Frankfurt a. M. 1971.
- Jerzy N. Kosinski: Chance. Droemer-Knaur, München, Zürich 1974, ISBN 3-426-00371-6.
- Kurt Vonnegut: Frühstück für starke Männer oder goodbye, blauer Montag! Roman. 1. Auflage. Hoffmann und Campe, Hamburg 1974, ISBN 3-455-07952-0.
- James Joyce: Briefe. 1. Auflage. Suhrkamp, Frankfurt (am Main) 1975, ISBN 3-518-06753-2.
- John Updike: Der Sonntagsmonat. Roman. 1. Auflage. Rowohlt, Reinbek bei Hamburg 1976, ISBN 3-498-06858-X.
- Thomas Keneally: Am Rande der Hölle. Roman. Deutsche Verlags-Anstalt, Stuttgart 1978, ISBN 3-421-01850-2.
- Richard Wright: Black Boy. Bericht e. Kindheit u. Jugend. Kiepenheuer und Witsch, Köln 1978, ISBN 3-462-01300-9.
- Richard Wright: Schwarzer Hunger. Kiepenheuer und Witsch, Köln 1980, ISBN 3-462-01362-9.
- Patrick White: Die Twyborn-Affäre. Roman. 1. Auflage. Claassen, Düsseldorf 1986, ISBN 3-546-49617-5.
- Patrick White: Der Lendenschurz. Roman. Piper, München, Zürich 1990, ISBN 3-492-11126-2.
- Richard Wright: Native son. Sohn dieses Landes. Droemer Knaur, München 1993, ISBN 3-426-01597-8.
- Athol Fugard: Tsotsi. Roman. Diogenes, Zürich 2006, ISBN 3-257-23565-8.